# Michel Oliver
Pour les articles homonymes, voir Oliver.
Michel Oliver, né le 2 novembre 1932 à Bordeaux, est un cuisinier français.

## Biographie
Son grand père Louis Oliver est un disciple d'Auguste Escoffier du Savoy à Londres et cuisinier étoilé à l’hôtel du Lion d'or à Langon en Gironde,
Sa mère, institutrice, et son père, Raymond Oliver, lui aussi cuisinier, divorcent rapidement.
Michel est élevé par ses grands-parents à Langon.
D'abord vendeur de disques de jazz à Bordeaux, il rejoint le Grand Véfour, restaurant donnant sur le jardin du Palais Royal à Paris, tenu par son père devenu célèbre. Il fait ses classes dans la brigade de cuisine et termine maître d'hôtel.
Grâce aux royalties de ses best-sellers La cuisine est un jeu d'enfants, paru en 1963 et vendu à 3 millions d'exemplaires, et La pâtisserie est un jeu d'enfants parue l'année suivante, il crée plusieurs Bistrots Rive Gauche dans les années 1970, participant ainsi à l'émergence, avec Roland Pozzo di Borgo, du concept aujourd'hui bien connu de bistrot gastronomique (Bistrot de Paris, Bistro Romain, L’Assiette au Bœuf, Bistrot de la gare).
Ensuite, à l'image de son père, il anime des émissions de télévision culinaires, comme La vérité est au fond de la marmite.
La cuisine est un jeu d'enfant est adapté en dessin animé au début des années 2000, les épisodes suivant 2 enfants aidés par Michel Oliver (appelé simplement Michel dans le dessin animé) qui cuisinent une nouvelle recette à chaque épisode.
Il a une fille, Clémentine, un fils Bruno et un petit-fils Aleksandre, tous œuvrant dans le milieu de la cuisine.